# Vestfjord (Groenland)
De Vestfjord (ook: West Fjord, Västfjorden) is een fjord in de gemeente Sermersooq in het oosten van Groenland. De fjord maakt deel uit van het fjordencomplex Kangertittivaq (Scoresby Sund). De Vestfjord is de (zuid)westelijke tak die zich afsplitst op de plaats waar vanuit het noordoosten de Røde Fjord en vanuit het zuiden de Fønfjord samenkomen.
De fjord heeft een lengte van meer dan 30 kilometer en is ruim vier kilometer breed.
Aan het westelijk uiteinde van de fjord monden twee gletsjers uit: vanuit het noordwesten de Døde Bræ en vanuit het zuidwesten (in het verlengde van de fjord) de Vestfjordgletsjer.
Ten noorden van de fjord loopt ongeveer parallel de gletsjer Rolige Bræ die in de Røde Fjord uitmondt.